# メトロ・ステーション
メトロ・ステーション(Metro Station)とは、アメリカ合衆国・カリフォルニア州ロサンゼルスにて結成されたポップ・パンクバンドである。
2008年発表の楽曲「Shake It」の大ヒットで一躍人気バンドへ。また、マイリー・サイラスの兄であるトレイス・サイラスが在籍するバンドとしても有名である。2010年3月をもって、各メンバーがソロプロジェクトに専念するため解散したが、現在はメイソン・ムッソのソロプロジェクトとして、メトロステーション名義での活動を再開している。

## メンバー

### 最終ラインナップ
メイソン・ムッソ / Mason Musso -  （ヴォーカル・ギター・キーボード・シンセサイザー）
- 生年月日:1989年3月17日（36歳）
- 人気俳優ミッチェル・ムッソの兄。

トレイス・サイラス / Trace Cyrus -  （ヴォーカル・ギター・ベース・シンセサイザー）
- 生年月日:1989年2月24日（36歳）
- 人気アイドルマイリー・サイラスの兄。
- 最初母親同伴で入れにいったというタトゥーはどんどん増えていき、今では全身にある。「MOM」と入れてからは母親も何も言えない様子。
- 2008年に人気アイドルのデミ・ロヴァートと交際していたが、その後、破局している[1]。女優のブレンダ・ソングと交際し、その後2011年10月ブレンダ・ソングと婚約するも破局。
- 2010年に脱退するも、2014年に復帰した。2019年の再結成にも参加している。

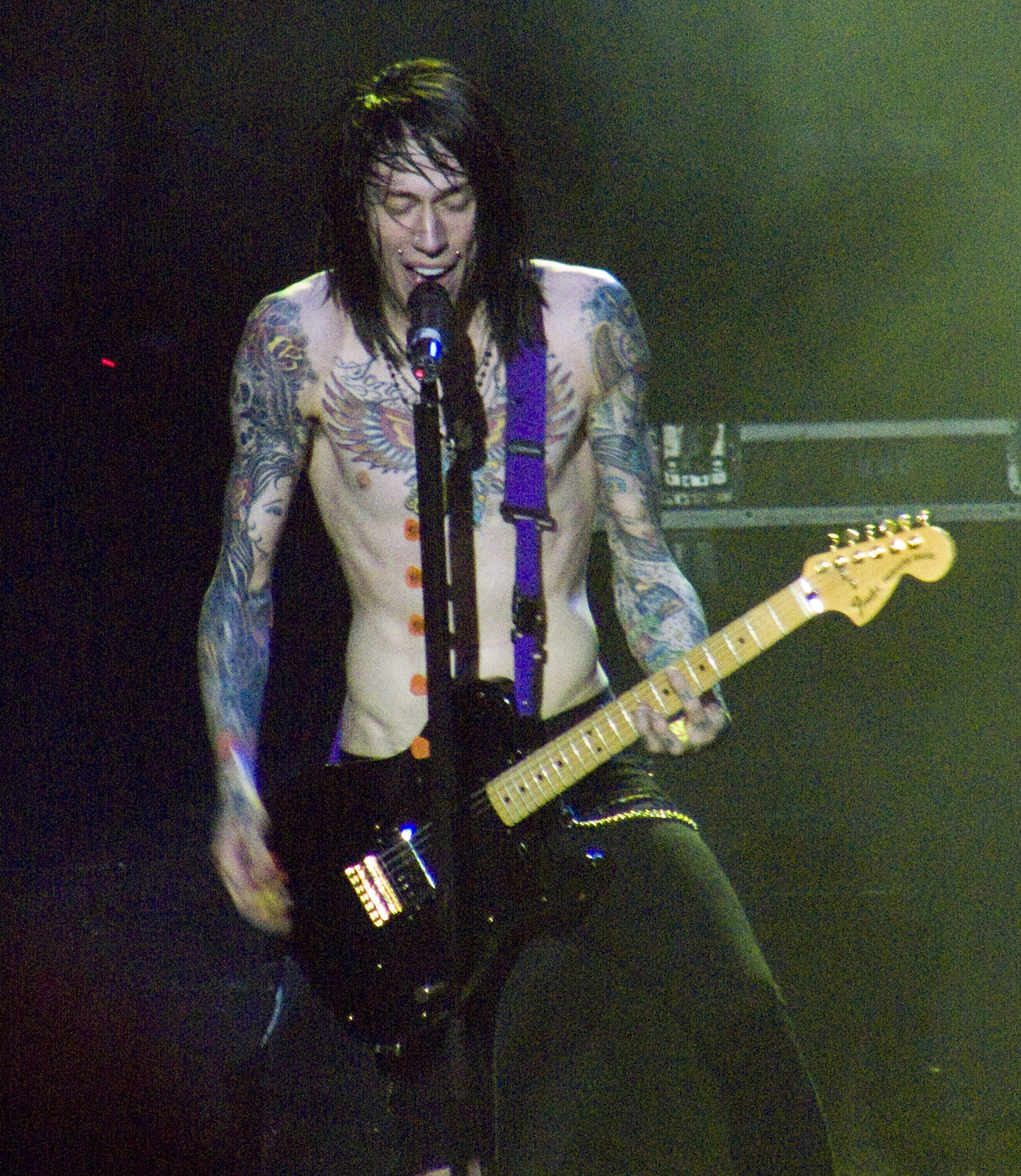
トレイス・サイラ

スペンサー・ステファン / Spencer Steffan -  （ドラム・コーラス）
- 2013年からツアーメンバーとして参加。
- 2015年に正式メンバー入り。2019年の再結成にも参加している。

### 旧メンバー
アンソニー・インプローゴ / Anthony Improgo -  （ドラム）
- 生年月日:1976年1月19日（49歳）
- 2006年から2009年、2013年から2014年まで在籍。

ブレイク・ヒーリー / Blake Healy -  （キーボード・シンセサイザー・ベース）
- 生年月日:1982年11月21日（42歳）
- 2006年から2009年、2013年まで在籍。
- 現在は、音楽プロデューサーとして活動中。ポップパンクバンド「ステレオ・スカイライン」のデビューアルバムも手掛けている。

ケニー・ボジチ / Kenny Bozich -  （キーボード・シンセサイザー・ギター・ベース・ドラム）
- 2009年から2010年まで在籍。

オースティン・サンズ / Austin Sands -  （キーボード・ギター）
- 2011年から2013年まで在籍。

キャリー・ホワイト / Cary White -  （ドラム）
- 2011年から2013年まで在籍。

### 旧ツアーメンバー
Jimmy Gregerson -  （ギター・キーボード・シンセサイザー）
- 2015年から2017年まで参加。

Ryan Daly -  （ギター・コーラス）
- 2012年から2013年まで参加。

Bryan Lemus -  （キーボード・シンセサイザー）
- 2014年から2015年まで参加。

Jeff Simpson -  （キーボード・シンセサイザー）
- 2015年に参加。

## 略歴
2006年、たまたまハンナ・モンタナの出演者を兄弟に持つマンソン・ムッソとトレイス・サイラスが、同ドラマの撮影現場にて出会い意気投合。そして残り二人のメンバーを加えバンドが結成される。それからまもなく、自主制作したデモ曲「Seventeen Forever (デモver.)」をMySpaceにアップロードしたところ、同サイトの「未契約アーティスト・チャート」にて1位を獲得。この人気ぶりに目を付けたメジャーレーベルのコロムビア・レコードから誘いが掛かり、契約を結ぶことに成功する。
2007年9月18日、デビューアルバム「Metro Station」をリリース。そして、このアルバムからの3rdシングル「Shake It」がデジタル・ダウンロードで200万ダウンロードを超えるヒットを記録し、一気に人気に火が付く。その結果、アルバムも全米で40万枚以上を売り上げ、また、カナダではゴールド・ディスクを獲得するヒット作となった。
2009年5月27日にはアルバムの日本盤が発売され、同年6月には、Hey Monday、Koopa等と共に来日公演を行った。また、同年末にアンソニーとブレイクの二人がバンドから脱退した。
また、2010年公開のハリウッド映画「アリス・イン・ワンダーランド」のサウンドトラック「オールモスト・アリス」に"Where's My Angel"という楽曲を提供している。その後、3月に解散。
2011年5月31日、新曲「Ain't So High」をリリース。現在はアンソニーとブレイクら二人の力を借りて、ニューアルバムの製作を行っている。
2011年9月、新曲「Closer and Closer」を発表。
2013年5月、EP「Middle of the Night」をリリース。
2014年8月13日、トレイスが4年ぶりにバンドに復帰。復帰から間もなくして、シングル「Love & War」を発表、10月28日にシングル「She Likes Girls」を発表した。10月14日にはEP「Gold」をリリースした。
2015年6月30日、前作からおよそ8年ぶりとなる2ndアルバム「Savior」をリリース。フォーリング・イン・リヴァースのヴォーカリストであるロニー・ラドクをフィーチャーしたシングル「Getting Over You」を含めた全18曲入りのアルバムとなっている。また、同年のワープド・ツアーに参加し、全日程に出演した。
2017年に再び解散を発表。
2019年に二度目の再結成を果たし、翌2020年に新曲「I Hate Society」を発表した。

## 音楽性
キーボード・シンセサイザーを多用した、80年代を彷彿とさせるエレクトロニカ色の強いダンサブルな楽曲が彼らの持ち味である。

## ディスコグラフィー

### アルバム
| 年   | タイトル                                             | 最高位 | 最高位  | 最高位  | 最高位 | 最高位 | 最高位 | 最高位 | 最高位 | 最高位 | 最高位 | 売り上げ認定    |
| 年   | タイトル                                             | US     | US Elec | US Rock | AUS    | AUT    | GER    | IRE    | DUT    | NZ     | UK     | 売り上げ認定    |
| ---- | ---------------------------------------------------- | ------ | ------- | ------- | ------ | ------ | ------ | ------ | ------ | ------ | ------ | --------------- |
| 2007 | Metro Station - 販売形態: デジタル・ダウンロード, CD | 39     | 1       | 15      | 17     | 29     | 27     | 36     | 100    | 39     | 35     | - CAN: ゴールド |
| 2015 | Savior - 販売形態: デジタル・ダウンロード, CD        | —      | —       | —       | —      | —      | —      | —      | —      | —      | —      |                 |

### EP
| 年   | タイトル                                                             |
| ---- | -------------------------------------------------------------------- |
| 2006 | The Questions We Ask at Night - 販売形態: デジタル・ダウンロード, CD |
| 2009 | Kelsey – EP - 販売形態: デジタル・ダウンロード, CD                   |
| 2013 | Middle of the Night – EP - 販売形態: デジタル・ダウンロード, CD      |
| 2014 | Gold – EP - 販売形態: デジタル・ダウンロード, CD                     |
| 2017 | Bury Me My Love – EP - 販売形態: デジタル・ダウンロード, CD, LP      |

### シングル
| 2007                                                                             | "Kelsey" (2009年にUSで再発)             | —  | —  | 1  | —  | —  | —  | —  | —  | 25 | —  |                                                                                       | Metro Station        |
| 2007                                                                             | "Control"                               | —  | —  | —  | —  | —  | —  | —  | —  | —  | —  |                                                                                       | Metro Station        |
| 2008                                                                             | "Shake It"                              | 10 | 4  | 17 | 2  | 9  | 17 | 4  | 9  | 9  | 6  | - US: 2× プラチナ - AUS: 2× プラチナ - UK: プラチナ - CAN: 3× プラチナ - NZ: ゴールド | Metro Station        |
| 2008                                                                             | "Seventeen Forever"                     | 42 | 26 | 24 | 43 | 57 | 5  | 74 | 61 | —  | 89 | - US: ゴールド                                                                        | Metro Station        |
| 2009                                                                             | "Japanese Girl"                         | —  | —  | —  | —  | —  | —  | —  | —  | —  | —  |                                                                                       | Kelsey – EP          |
| 2009                                                                             | "Time to Play"                          | —  | —  | —  | —  | —  | —  | —  | —  | —  | —  |                                                                                       | Kelsey – EP          |
| 2010                                                                             | "Where's My Angel"                      | —  | —  | —  | —  | —  | —  | —  | —  | —  | —  |                                                                                       | Almost Alice         |
| 2011                                                                             | "Ain't So High"                         | —  | —  | —  | —  | —  | —  | —  | —  | —  | —  |                                                                                       | アルバム未収録       |
| 2011                                                                             | "Closer and Closer"                     | —  | —  | —  | —  | —  | —  | —  | —  | —  | —  |                                                                                       | アルバム未収録       |
| 2013                                                                             | "Every Time I Touch You"                | —  | —  | —  | —  | —  | —  | —  | —  | —  | —  |                                                                                       | Middle of the Night  |
| 2013                                                                             | "I Don't Know You"                      | —  | —  | —  | —  | —  | —  | —  | —  | —  | —  |                                                                                       | Middle of the Night  |
| 2014                                                                             | "Love & War"                            | —  | —  | —  | —  | —  | —  | —  | —  | —  | —  |                                                                                       | Gold – EP            |
| 2014                                                                             | "She Likes Girls"                       | —  | —  | —  | —  | —  | —  | —  | —  | —  | —  |                                                                                       | Gold – EP            |
| 2015                                                                             | "Getting Over You" (feat. Ronnie Radke) | —  | —  | —  | —  | —  | —  | —  | —  | —  | —  |                                                                                       | Savior               |
| 2017                                                                             | "Young Again"                           | —  | —  | —  | —  | —  | —  | —  | —  | —  | —  |                                                                                       | Bury Me My Love – EP |
| 2017                                                                             | "Bury Me My Love"                       | —  | —  | —  | —  | —  | —  | —  | —  | —  | —  |                                                                                       | Bury Me My Love – EP |
| 2020                                                                             | "I Hate Society"                        | —  | —  | —  | —  | —  | —  | —  | —  | —  | —  |                                                                                       | 未定                 |
| "—" はその国ではチャートインしなかった、或いはその国では発売されなかった事を表す |                                         |    |    |    |    |    |    |    |    |    |    |                                                                                       |                      |